# Рутульская литература
Рутульская литература — одна из уникальных литературных традиций Кавказа, культурное наследие рутульского народа. Охватывает как богатое устное творчество, так и письменную традицию. История этой литературы насчитывает несколько веков.
Рутульская литература и фольклор, обладающие многовековой историей, остаются практически неизученными. Большая часть произведений рутульских поэтов, ашугов и писателей, написана на персидском, арабском, турецком и азербайджанском языках. На протяжении веков рутульцы создавали свои произведения на этих языках, так как использование родного языка, известного лишь в пределах их региона, считалось непрестижным. Знание множества иностранных языков и умение писать на них воспринималось как признак образованности.
Образованные представители рутульского общества свободно владели арабским, персидским, турецким и азербайджанским языками. Эти языки использовались для общения, ведения научных дискуссий, участия в поэтических состязаниях и написания трактатов. Также на них велась переписка с учеными из других восточных регионов. До наших дней дошло множество литературных произведений рутульских средневековых поэтов-ашугов, написанных на персидском, турецком и азербайджанском языках. На арабском языке, как правило, создавались научные работы. Например, сохранилось несколько трактатов по астрономии, математике, медицине и логике, принадлежащих перу известного ученого-энциклопедиста из Шиназа — Исмаила-Эфенди, а также его сына Саида-Эфенди. Эти труды, хранящиеся в Дагестанском научном центре РАН и у потомков Исмаила-Эфенди, до сих пор не переведены на русский язык.
Литературные традиции рутульского народа сформировались ещё в средневековье. Из поколения в поколение передавались произведения выдающихся ашугов, таких как Идрис-баба, Гаджи Мирза, Эльдарашды Курбан, Чинки Мухаммад, Ирды Маджит, Джабзал Мухаммад, Хизри Исмаил, Адильхан, Башир, Джамалутдин и ашуг Семедий из Шиназа. К сожалению, большая часть их творчества безвозвратно утрачена.
Поскольку рутульские ашуги создавали свои произведения преимущественно на персидском, турецком, арабском и азербайджанском языках, значительная часть их богатого культурного наследия оказалась утерянной.
В селениях Хнов, Борч, Новый Борч, Дашюз, Шин, Шорсу, Гуьй-булах, Кохмух, Балталы и др., в г. Шеки Азербайджана сложились собственные художественные традиции рутульских мастеров художественного слова. Борчинско-хновский диалект был в силу географических и исторических причин отделен от других диалектов рутульского языка, в силу чего в нём развились не только фонетические, но и существенные морфологические отличия. Это заметно влияет на понимание хновских и борчинских текстов. Однако ничуть не умаляет роль хновских и борчинских ашугов и поэтов, писателей и драматургов в становлении и развитии современной рутульской литературы. Так, народ знает имена таких поэтов, как Сакит Хинави, Зейнаб Хинави, Вейсал Черкезов, Хинаады Эскер, Овчи Арабов, Малаке Абдурагимова, Энвер Мустафаев и др., творившие в обозримом историческом отрезке времени с XII века по настоящее время.
Большим событием в рутульской литературе является выход в свет драмы Эскера Османова «Лели-Кьадиред наIх» — «Святая ночь», уже на новом, более современном, уровне представляющая традиции драматических произведений на рутульском языке. Драма опубликована в Баку в 1998 году на азербайджанском языке и в настоящее время переводится на рутульский язык.

## Истории рутульской литературы
Истоки рутульской литературы связаны с именем Зейнаб Хинави, жившей и творившей в XII веке. Она писала на арабском, турецком и персидском языках.
Другой выдающийся представитель — Кюр Раджаб Шикесде (Хесте Раджаб) из Ихрека, которого можно считать основоположником рутульской художественной литературы и поэзии. Этот ашуг блестяще владел персидским, турецким, арабским, азербайджанским, лезгинским и, естественно, рутульским языками, создавая свои произведения на каждом из них. Его творчество изучается в Азербайджане, где он считается азербайджанским поэтом, а также в Турции, где известны его песни под названием «Реджеби».
Несмотря на это, несколько сохранившихся стихотворений на рутульском языке демонстрируют, с какой тщательностью Раджаб подходил к работе с родным языком. В то время рутульский язык редко использовался для серьёзных произведений, поскольку уровень образованности измерялся знанием таких языков, как арабский, персидский, турецкий и азербайджанский. Интеллигенция того времени в основном состояла из полиглотов.
Кюр-Раджаб, как пишут его современники, был очень талантлив, лиричен, его произведения отличались глубокой психологичностью, искренностью. Может, откровенная печаль, обусловленная его нелегкими жизненными условиями, и сквозила в его произведениях, и это находило отзвук в душах и обладало особой притягательностью.
Кюр-Раджаб назван среди 44 самых знаменитых азербайджанских ашугов последнего тысячелетия в сборнике «Я — ашыг, люблю тебя!..». В этом сборнике приводится 10 стихотворений Кюр-Раджаба, переведенных на русский язык В. Кафаровым. Кроме того, в данном сборнике содержатся сведения о том, что у Кюр-Раджаба был свой дастан, что считалось признаком наивысшего мастерства ашуга: «Судя по тем произведениям, которые сохранились, был ашыгом первоклассным, имел свой дастан».	
Современниками Кюр-Раджаба были Махмуд и Махди из Шиназа, Малла-Тураб из Борча, о творчестве которых сохранились скудные сведения, но отмечают, что их знали далеко за пределами Дагестана.
Очень мало сведений сохранилось об Уста Гаруне, который родился в селении Шиназ в 1865 году, а умер в 1901 году.
Али Кабилов (Кьабилешды ГьаIли). Али Кабилешды из Шиназа родился в XIX веке, до революции, был известным в округе арабистом, ученым и ашугом. Он писал на азербайджанском и на рутульском языках. Происходил из состоятельной семьи — отец его был наибом селения. После революции его арестовали и сослали в Сибирь. Сохранились стихотворения Кьабилешды Али на рутульском языке, где он пишет об этом тяжелом периоде своей жизни.
К сожалению, основная часть его творческого наследия утеряна, сохранилось лишь несколько произведений, дающих, тем не менее, представление о серьёзном вкладе в рутульскую поэзию.
В работе Первого съезда писателей СССР в 1934 году участвовали рутульские поэты Саларов Д. Ю., Нурахмед Рамазанов и Шиназ Эзерчи, положившие основу рутульской литературы XX века. Если ранние ашуги и поэты писали на рутульском языке весьма редко и в основном только для разнообразия, то с их именами начинается настоящая работа над языком, серьёзное формирование литературного языка. В их творчестве заметен титанический труд над становлением рутульской поэзии, которая сочетает уже традиции рутульской фольклорной поэзии и новое европейское влияние как на жанры, так и на формы. Эти весьма плодовитые и любимые в народе поэты пробуждают к художественной жизни рутульский язык, который приобретает новое звучание, подчеркивают красоту слога и глубину поэтической мысли, облекаемой в родной язык. В результате рутульская поэзия приобретает мощную силу и особое влияние на чувства и мысли народа. Саларов Д. Ю., Шиназ Эзерчи и Нурахмед Рамазанов поднимают родной язык на новый, литературный, уровень, язык в руках этих мастеров художественного слова становится тем гибким и чутким материалом, который откликается на малейшее колебание поэтической мысли.
Творившие на азербайджанском языке Джарай Фезли и Шарафет Дагестанлы пока не переведены на рутульский язык.
В XX веке мастера рутульского художественного слова начинают создавать произведения на рутульском языке. Этот период становится временем расцвета рутульского литературного языка и рутульской поэзии. Формируются различные жанры и виды поэтических и прозаических произведений.
Магомед Улилеев и Абдулманаф Кавхаев — поэты, творившие уже исключительно на рутульском языке. Муса Махмудов писал на рутульском языке рассказы, сказки и романы.
Магомед Улилеев пишет детские стихотворения, стихотворения о любви к матери, о большой и малой родине. Его поэзию знают, любят, песни Магомеда Улилеева поют в народе, его имя известно рутульскому читателю. Магомед Улилеев написал большое количество стихотворений, поражающих красотой выражения чувств, добротой отношения к миру, к детям, глубоким пониманием детской природы. К сожалению, только некоторые произведения из его богатого творчества опубликованы в учебниках рутульского языка.
Сакит Кучери (Сакит Хинави) — поэт, находящийся на стыке азербайджанской художественной традиции и дагестанской поэзии. Он является выдающимся талантом, владеющим как родным азербайджанским языком, так и хновским диалектом рутульского языка. Село Хнов, расположенное в Ахтынском районе на границе с Азербайджаном, является его родиной. Однако традиционно хновцы поддерживают более тесные связи с азербайджанскими, чем с дагестанскими селами, так как хновский диалект исторически распространился на территории древней Кавказской Албании. Носители этого диалекта по сей день проживают в городе Шеки и рутульских селах на территории Азербайджана, своей исторической родине.
Из-за доминирования азербайджанского языка художники слова в этом регионе часто обращаются к азербайджанской поэзии, заимствуя её художественные традиции, что, несомненно, обогатило их творчество. В целом, рутульская литература исторически была тесно связана с азербайджанской и восточной поэтической традицией. Рутульские ашуги активно использовали такие жанры как - газели, гошмы, рубаи, мухаммеса, бейты, бенды и другие, и для совершенствования своего мастерства часто обращались к более опытным ашугам Азербайджана, что способствовало развитию их творчества и выходу на более высокий уровень.
Сакит Кучери является ярким примером такого синтеза. Он свободно и широко использует жанры и формы азербайджанской поэзии в своём творчестве на рутульском языке, став настоящим представителем азербайджанской поэтической школы среди рутульских авторов.
Шафи Ибрагимов стал важной вехой в развитии рутульского литературного языка и поэзии. Современный поэт, он успешно сочетает традиции восточной и европейской поэзии, создавая уникальный синтез двух культурных направлений. Это сочетание приносит замечательные результаты, позволяя поэзии Шафи, сохраняя национальный колорит, выходить на современную мировую арену.
До появления Шафи рутульская поэзия в значительной степени опиралась на фольклор и восточные поэтические традиции, что оставалось заметным даже в произведениях таких авторов, как Дж. Саларов, Н. Рамазанов и Шиназ Эзерчи. Эти поэты и ашуги проделали значительную работу по развитию рутульского языка в художественном контексте. Однако Шафи предложил новую поэтику, искусно сочетая элементы как восточной, так и европейской поэзии.
Шафи Ибрагимов — это и ашуг, и поэт-новатор, который демонстрирует высокие возможности рутульского языка. Если до него рутульские поэты и ашуги обращались к родному языку, их стихотворения иногда производили впечатление искусственности, то творчество Шафи отличается естественной гармонией. Он пишет на рутульском языке с мастерством опытного скульптора, превращая его в гибкий, податливый материал, из которого создаются художественные шедевры, отличающиеся глубиной и простотой.
В Сирии, на арабском языке, пишет прозаические повести, рассказы, драмы и романы Эльфаат Эдельби (Ульфат Идлиби) — плодовитый писатель родом из рутульского села Шиназ. Её прадед был наибом и близким соратником Шамиля. В последний год перед завершением Кавказской войны, Шамиль, считая его преданным другом и умным политиком, отправляет наиба эмиссаром в Турцию с миссией к турецкому султану, с которым тот уже не раз встречался. Однако, испугавшись возможных последствий, султан отказывается помочь. Он не отпускает наиба, опасаясь как отказать Шамилю, так и стать врагом России. В результате наиба удерживают силой в Турции. К этому времени война близится к завершению, и наиб уже не может вернуться в Дагестан. Он переезжает в Сирию, женится и остается там навсегда. Эльфаат Эдельби, его правнучка, пишет о Кавказской войне и Дагестане. Некоторые из её произведений перевел на русский язык арабский переводчик Фасих, однако на рутульский язык они до сих пор не переведены.

### Средневековая рутульская литература
Зейнаб Хинави (нач. XII века) — придворная поэтесса царицы Тамары; Владела несколькими языками (арабский, персидский, турецкий, рутульский, лезгинский) и писала рубаи, песни и гошмы. В молодости Зейнаб Хинави стала придворной певицей при дворе ширванского шаха Манучехра. Здесь она получила великолепное образование и овладела арабским, персидским и турецким языками. Талант юной поэтессы был замечен при дворе, и над его развитием работали известные певцы и ашуги того времени. Они обучили Зейнаб основам художественной словесности и предоставили ей возможность получить глубокую литературную подготовку. В дальнейшем она часто участвовала в поэтических состязаниях наряду с ведущими ашугами. Шах Манучехр познакомил Зейнаб с царицей Тамарой, дочерью грузинского царя Давида. Царица, собирала при своем дворе лучших ученых, ашугов и поэтов. Услышав однажды выступление Зейнаб на поэтическом состязании, Тамара была настолько впечатлена, что не пожелала отпускать певицу. С этого момента Зейнаб жила при дворе царицы Тамары, где и провела остаток своей жизни. Зейнаб писала песни на нескольких языках — арабском, фарси, рутульском и лезгинском.
Кюр-Раджаб Шикесде (1680—1760) — это один из основоположников рутульской поэзии и литературы. Жил и творил на рубеже XVII—XVIII веков…
О Кюр-Раджабе есть упоминания в дагестанской литературе. Так, Мазанаев Ш. А. пишет: «Спорным представляется нам безоговорочное отнесение известного ашуга из рутульского села Ихрек Режеба к лезгинской литературе. Режеб из Ихрека (XVIII век) писал по-азербайджански. Жил в своих родных краях, был хорошо знаком землякам. Не все его произведения выявлены. Есть предположение, что многие его стихи стали впоследствии народными песнями рутульцев. Произведения Режеба из Ихрека, созданные на азербайджанском языке, были переведены на лезгинский язык А. Саидовым и Дж. Саларовым. И, конечно, в первую очередь на творческое наследие Режеба из Ихрека могут претендовать рутульцы, хотя многие рутульские исполнители сами активно обращались в творчестве к лезгинскому языку».
Раджаб был не единственным ашугом в округе. Прославленными певцами считались Малла Тураб, Махмуд и Самед из Шиназа, Махти. Но Раджаб сумел стать самым ярким среди них, самым почитаемым и любимым. Кюр-Раджаб в совершенстве владел турецким, арабским, рутульским и лезгинским языками. Он писал свободно на каждом из этих языков, сохранились его теснифы и мугамы в азербайджанской поэзии, где о нём пишут как об азербайджанском ашуге. На рутульском языке его стихотворений сохранилось очень мало, но Сакит Хинави и Юсиф Меджидов, свободно владеющие как азербайджанским, так и рутульским языками, сохранили для народа несколько его стихотворений и перевели их на рутульский язык.
Малла Тураб (XVIII век). Малла Тураб родился в селении Борч в XVIII веке. Он был высокообразованным человеком, прекрасно владел арабским языком, на котором в основном и писал свои произведения. Он также писал на рутульском языке, но сохранились в основном произведения на арабском языке.
Малла Тураб с детства увлекался наукой: грамматикой и стилистикой арабского языка, математикой. Преподавал арабский язык в медресе. Его произведения были популярны и в Дагестане и в Азербайджане. Его произведение до сих пор поют на азербайджанском языке.

### Рутульская литератураXIX века
В этот период можно выделить таких авторов, как Уста Гьарун (1865—1961) и Кьабилешды ГьаIли (1890)

### Рутульская литератураXX века
Шиназ Эзерчи (Гаджиев Эзерчи) (1887—1963) — выдающийся мастер басни. Широкую популярность среди народа приобрели его басни СикI не гIар («Лиса и змея») и СикI не убул («Лиса и волк»), фрагменты которых стали фразеологизмами и свободно употребляются в речи носителей рутульского языка.
О высоком мастерстве Эзерчи в поэзии свидетельствует его поэма Ревкомас гьыъыд доклад («Доклад ревкому»), бухгалтерский отчет, написанный в стихотворной форме. В этом произведении ярко раскрыты недостатки работы колхоза и человеческие пороки, которые высмеиваются с мастерством рифмовки и свойственной шиназцам бесстрашной прямотой.
Ш. А. Мазанаев пишет об Эзерчи: «Шиназ Хазарчи получил широкое признание не только в Рутуле, но и далеко за его пределами. Он участвовал в работе Первого съезда писателей Дагестана в 1934 году, был знаком с Сулейманом Стальским, Тагиром Хурюгским, Гамзатом Цадасой, Абуталибом Гафуровым. Хазарчи сформировал группу ашугов в Рутуле, которые основывали своё творчество на традициях азербайджанских поэтов-импровизаторов»..
Нурахмед Рамазанов (1899—1969).
Нурахмед — мастер юмористических произведений. В этом плане его стихотворение «Галаг» («Пастушья сумка») — является великолепным образцом юмористической гиперболизации.
Вся лирика Нурахмеда отличается особой светлостью, радостным подходом ко всему на свете, мягкий юмор его произведений создает впечатление красивого джентльменского подхода к жизни, к людям. Поэт с жизнью и с судьбой как будто находится в приятельских отношениях, он подшучивает и над людьми, и над самой жизнью в высоком смысле этого слова.
Джамесеб Саларов (1908—1975).
Джамесеб Саларов — одна из наиболее ярких и самобытных фигур рутульской поэзии, своеобразный столп, на котором держался процесс создания художественного слова. Он поднимает рутульский язык на новую, поэтическую, ступень, применяет к рутульскому языку новые поэтические формы, законы как европейского, так и восточного стихосложения. Джамесеб свободно писал на азербайджанском, рутульском и лезгинском языках.
Нурахмед Рамазанов, Джамесеб Саларов и Шиназ Эзерчи в течение почти тридцати лет были ядром поэтического кружка, вокруг которого собирались молодые таланты. Они проводили поэтические вечера в рутульских селениях, на которые собирались широкие массы народа. Как вспоминает поэт следующего поколения Гаджи-Юсуф Меджидов, ещё будучи учеником младших классов, он стал свидетелем одного из таких вечеров в своем родном селе Ихрек, когда Джамесеб, Эзерчи и Нурахмед приехали с чтением стихов и исполнением песен для ихрекского народа. Этот вечер поэзии оказал такое неизгладимое впечатление на Гаджи-Юсуфа, что в тот же вечер дома он сам попробовал сочинять на рутульском языке. Как говорит Гаджи-Юсуф, он тогда впервые понял, как проникновенно звучат стихотворения и песни на родном языке. Этот вечер стал поворотным моментом в его жизни, и с тех пор он посвятил всю свою жизнь любви к рутульскому языку и поэзии.
Муса Махмудов (1916—2004) — писатель, прозаик. Писал на рутульском языке. Среди его работ романы, рассказы, стихотворения, детские сказки.
Тагри Тагриев (1921) — поэт. Писал на рутульском, турецком и на азербайджанском языках.
Киличхан Меджидов (1928—1999) — писатель. Писал на рутульском, азербайджанском и лезгинском языках. Автор множества рассказов, повестей, стихотворений.
Абдулманаф Кавхаев (1930) — поэт, переводчик. Писал на азербайджанском языке.
Юсиф (Меджидов Гаджи-Юсуф) (1935).
Меджидов Гаджи-Юсуф — поэт, писатель, один из ярких представителей рутульской и дагестанской литературы. стилистикой. Юсиф — мастер таких художественных поэтических жанров, как тесниф, газель, бейт, двустишия, трехстишия, которыми он обогатил рутульскую поэзию.
Магомед Улилеев (1939) — поэт, детский писатель. Писал на рутульском языке. Автор множества стихотворений для детей.
Османов Эскер (1942—2007) — поэт, автор множества стихотворений.
Владел азербайджанским, русским и лезгинским языками. Писал на рутульском и азербайджанском языках. Его произведения опубликованы в азербайджанских газетах и журналах на азербайджанском языке. Писал стихотворения, поэмы, драматические произведения.
Шафи Ибрагимов (род. 1945) — выдающийся поэт, ашуг, композитор и певец. Он является автором множества песен, стихотворений и мелодий на стихи других рутульских писателей. В его творчестве рутульская поэзия достигает нового уровня: в его стихах рутульский язык обретает гармоничное звучание, легко ложится в рифмы, создавая яркие поэтические образы. Слова приобретают новый глубокий и точный смысл. Вклад Шафи Ибрагимова в развитие рутульского языка и литературы трудно переоценить. Шафи Ибрагимов — мастер малого поэтического жанра, известного как бенды (по-рутульски — баяти). Он пишет их, строго следуя традициям этого жанра, сложившимся в дагестанской и восточной литературе. Шафи Ибрагимов — один из немногих выдающихся поэтов рутульского народа, чье творчество представляет собой значительный вклад в развитие национальной литературы.
Как пишет Светлана Махмудова: «Современную рутульскую литературу творят три мастера слова, три гиганта, вклад которых в художественную культуру значим настолько, что без их творчества говорить вообще о существовании литературы у современного рутульского народа не мыслится возможным. Эти три фигуры — Сакит, Юсиф и Шафи, которых поистине можно назвать титанами»… «ноша поэтов состоит из полного игнорирования их творчества и творчества их предшественников официальными кругами района и республики. Имен их нет в учебниках по дагестанской литературе, их произведений не встретишь в печати, их имен не упоминают нигде. И в то же время Кюр-Раджаба из Ихрека в Азербайджане изучают как своего ашуга, в учебниках по лезгинской литературе он, переведенный на лезгинский, изучается как лезгинский ашуг. Его творчество известно даже в Турции»
Сакит Куьчери (Сакит Курбанов) (1946) — один из самых известных, талантливых поэтов-ашугов рутульского народа. Писал на рутульском и азербайджанском языках. Его стихи и песни печатались в центральных газетах и журналах Азербайджана. О нём писали поэт и критик академик Б. Вагабзаде, ученый и поэт М. Аслан, поэт М. Исмаил и мн. др. Его творчеству посвящено несколько страниц в книге турецкого журналиста и адвоката Ибрагима Бозйелы «Азербайджан диярындан, нотлар», называющего Сакита ашугом двух народов — дагестанского и азербайджанского. По азербайджанскому и турецкому телевидению проходило несколько передач, посвященных его творчеству.
	Некоторые стихи ашуга Сакита Куьчери перевел с азербайджанского на лезгинский язык народный поэт Дагестана Байрам Селимов.
Хорошо владеет четырьмя языками — рутульским, лезгинским, азербайджанским и русским. Стихотворения и песни он пишет на рутульском, азербайджанском и на лезгинском языках. Большинство его стихотворений (около 1000) написано на азербайджанском языке, поэтому в Азербайджане Сакит известен как азербайджанский поэт-ашуг.
Шиндеды Илйас (Ильяс Черкезов) (1952)- писатель, поэт. Его стихотворения, поэмы, рассказы, басни публикуются в центральных и региональных газетах Азербайджана. Пишет на азербайджанском и рутульском языках.
Другие рутульские поэты и писатели XX века: Раджабова Гюльджагьан (1942), Селимов Гариб (1914—2000), Таиров Гаса Ибрагимович (1954) (поэт), Гаджи-Газрат (1954) (поэт), Мехтиева Альфият Мехтиевна (1981) (поэтесса).

### Современная литература
В настоящее время в рутульскую литературу вошло ещё несколько имен: ГьаIса Таиров, Альфия Мехтиева и др.

## Поэтические состязания среди рутульских ашугов
Поэтические состязания ашугов представляли собой уникальную форму творческой конкуренции, распространенную среди рутульских ашугов Дагестана и Азербайджана. В рамках этих соревнований ашуги обменивались песнями на одном из распространенных языков (персидском, арабском, турецком или азербайджанском). Получивший песню должен был составить ответ на том же языке; в противном случае он считался проигравшим.
Эти состязания предъявляли высокие требования к участникам, которые обязаны были владеть как минимум тремя языками, чтобы иметь право выступать в качестве ашуга. Поэтические дуэли следовали строго установленным правилам:
- 1. Ответное произведение должно быть выполнено на том же языке, что и исходное.
- 2. Стихотворение должно соответствовать заданному размеру и жанру.
- 3. Если после обмена произведениями на всех языках и в различных жанрах победитель не определялся, условия усложнялись. Например, участнику предлагалось составить стихотворение, исключив из текста все губные согласные звуки (такие как [м], [б], [в], [ф]). Только те, кто справлялся со всеми заданиями, могли получить почетное звание ашуга. Такие соревнования не только демонстрировали уровень образованности и творческого мастерства участников, но и служили своеобразной формой публичной проверки их права носить звание «ашуг».

Освоение нескольких языков для рутульских ашугов не представляло значительных трудностей. В рутульских селениях старшее поколение традиционно владело несколькими языками. Так, в повседневной жизни использовался рутульский язык, в поэтических произведениях, песнях, на свадьбах и при общении с гостями из других сел — азербайджанский и турецкий языки, для научных целей и в медресе применялся арабский язык, а после Кавказской войны и Октябрьской революции официальная деятельность велась на русском языке.
Кроме того, жители селений, где говорили на различных диалектах рутульского языка, также владели мухадским диалектом, который считался главенствующим. Благодаря этим условиям овладение любым из перечисленных языков происходило быстро и естественно, практически так же легко, как изучение родного языка.

## Рутульский фольклор
Рутульский фольклор — это устное народное творчество рутулов, включающее в себя сказания, легенды, песни и поэтические произведения.
Он рассказывает о повседневной жизни рутулов, об их воззрениях на природу, животный и растительный мир. В нём раскрывается внутренний мир человека, его чувства, переживания, надежды, ожидания и мечты.
Некоторые жанры рутульского фольклора:
- Сказки. Они делятся на несколько типов: волшебные, сказки о животных, бытовые и литературные (авторские).
- Обрядовые песни. Они связаны с различными аграрными обрядами и исполнялись хором всеми участниками обряда. С распространением ислама такие обряды ушли в прошлое.
- Любовные и семейно-бытовые песни. Раскрывают внутренний мир человека, его переживания, не носящие индивидуального характера.

Немалую часть материалов по фольклору сохранила Ф. М. Ибрагимова.

## Поэтические жанры

### Аязы (Бейты)
В дагестанской народной лирике существует особый малый поэтический жанр — бейты, стихотворения в виде двустиший, где первая строка описывает картину природы, с которой сопоставляется или противопоставляется душевное состояние лирического героя. Этот прием называют психологическим параллелизмом. В рутульском фольклоре этот жанр известен под названием Аязбыр. Аяз — это широко распространенная поэтическая форма, что подтверждается её использованием даже в быту. Жанр характеризуется особой ёмкостью и пронзительностью мысли, заключённой в две строки, что делает его полноценным художественным произведением, с завершённым сюжетом и продуманной мыслью. Одним из авторов, писавших бейты на рутульском языке, был Гасин Муфараджев.

### Бенды
Бенды — жанр четверостишия, представляющий собой распространенную форму дагестанской поэтической миниатюры. В рутульском четверостишии первые две строки часто отражают природу, выбранную автором для психологического параллелизма, символизирующую его душевное состояние. Эти строки противопоставляются последним двум, в которых описывается само душевное состояние. Такой параллелизм максимально раскрывает психологизм бенда. Этот жанр широко распространен в рутульской народной поэзии и продолжает активно использоваться до сих пор. Авторство большинства рутульских бендов остается неизвестным. Особой популярностью пользуется ихрекский бенд, который сохраняет свою актуальность и популярность, поскольку остается открытым: любой желающий может продолжить песню, добавив свой собственный бенд. Это часто происходит на поэтических вечерах, состязаниях ашугов, а также в моменты, когда необходимо выразить высокие чувства собеседнику, например, на свадьбах, когда автор может передать свои слова через песню, избегая прямого обращения.

### Джейраным
Традиционно хоровая песня «Джейраным» является своеобразным гимном рутульскому поэтическому слову. Её родиной является Ихрек, известный своей утончённой лирической традицией. Эта "бессмертная" песня поется на протяжении многих веков и интересна тем, что она представляет собой открытое поле для творчества: любой желающий может добавлять свои строфы, выражая свои чувства, любовь и печаль. Однако при этом важно соблюдать строгие требования к размеру.